# Liesse-Notre-Dame
Liesse-Notre-Dame è un comune francese di 1 349 abitanti situato nel dipartimento dell'Aisne della regione dell'Alta Francia.

## Società

### Evoluzione demografica
Abitanti censiti